# Hedemora kommun
Hedemora kommun är en kommun i Dalarnas län, med Hedemora  som centralort. 

## Administrativ historik
Kommunens område motsvarar socknarna: Garpenberg, Hedemora och Husby. I dessa socknar bildades vid kommunreformen 1862 landskommuner med motsvarande namn. I området låg också Hedemora stad från 1446 som 1863 bildade en stadskommun. 
Vid kommunreformen 1952 uppgick Garpenbergs landskommun i Hedemora landskommun medan Hedemora stad och Husby landskommun förblev opåverkade.
1967 uppgick landskommunerna Hedemora och Husby i Hedemora stad. Hedemora kommun bildades vid kommunreformen 1971 genom en ombildning av Hedemora stad.
Kommunen ingick från bildandet till 2001 i Hedemora domsaga och den ingår sedan 2001 i Falu domkrets.

## Geografi

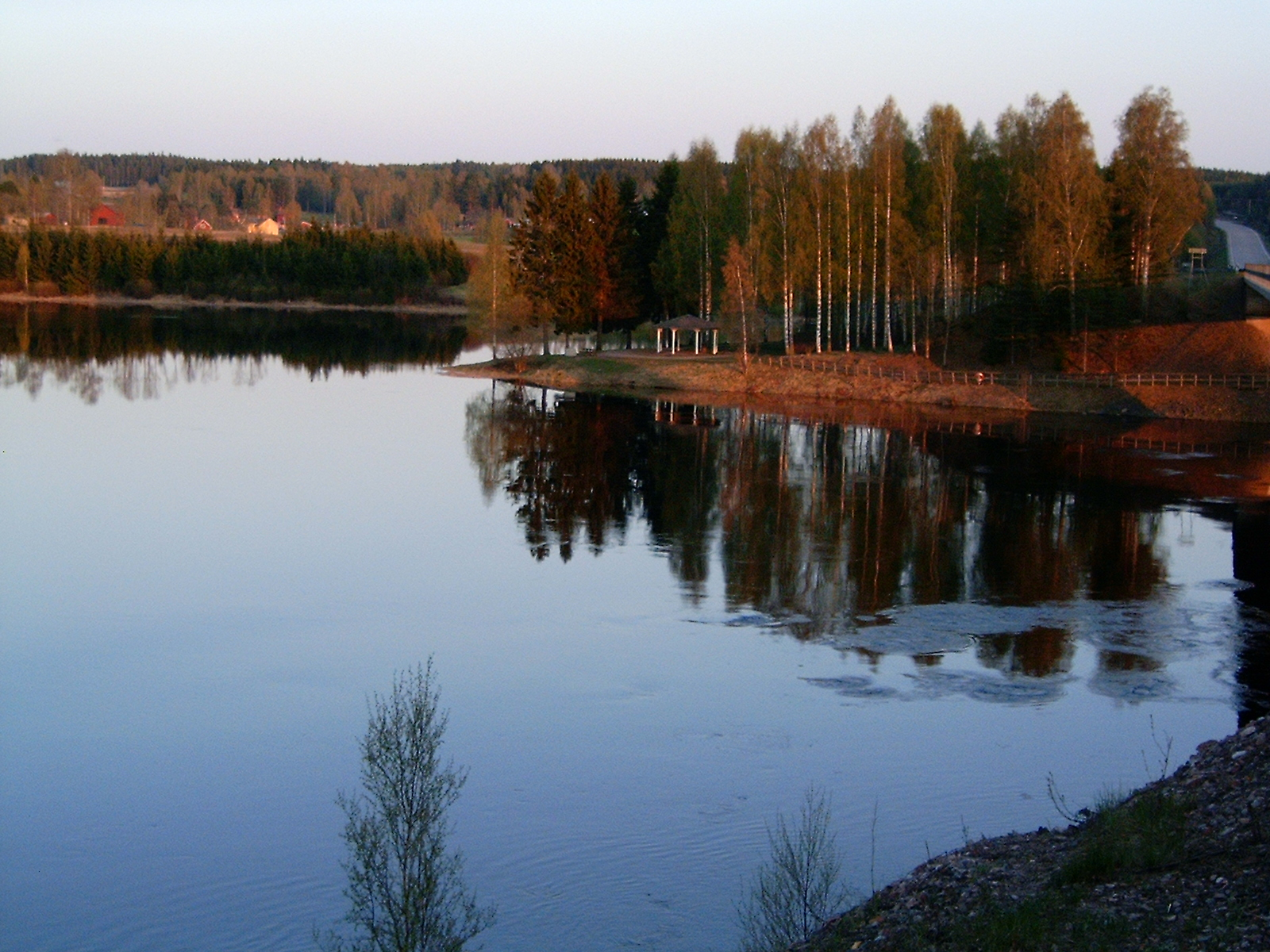
Dalälven, sedd från riksväg 70 mellan Avesta och Hedemora.

Hedemora kommun gränsar till kommunerna Smedjebacken, Säter, Falun, Avesta, Hofors (Gävleborgs län) och Norberg (Västmanlands län). 

### Topografi och hydrografi
Genom kommunen sträcker sig Dalälven från Myckelby vid sjön Amungen i väster, gör en krök vid Husby och fortsätter genom sjön Hovran nära centralorten söderut. Innan älven reglerades, översvämmade den regelbundet sina stränder och skapade älvvallar som sluttade mot omgivande moränområden, med en av landets vackraste exempel strax norr om Hovran med restsjöarna Flinssjön och Trollbosjön. Området runt älven är hem för kommunens största jordbruksområden.
Hedemora kommun är korsad av Badelundaåsen i sydöstlig–nordvästlig riktning, en imponerande rullstensås med åsgravssjöar som Hönsan och Munkbosjön. Strax söder om Stjärnsund har området aldrig legat under havsytan och visar ett intressant exempel på vågornas arbete vid den högsta kustlinjen. Berggrunden i regionen är rik på malmmineral och har tidigare varit platsen för brytning och bearbetning vid flera hyttor och bruk, inklusive Silverhyttan, Långshyttan och Stjärnsunds bruk. Garpenberg har även varit platsen för urkalkstenbrytning.

### Naturskydd
Ungefär 1,1 procent (1,1 procent av landytan) av Hedemora kommuns areal hade år 2019 skydd i form av naturreservat, naturvårdsområden, naturminnen och biotopskydd. Detta motsvarade 1 039 hektar.

### Administrativ indelning
Fram till 2016 var kommunen för befolkningsrapportering indelad i två församlingar: Hedemora-Garpenbergs församling och Husby församling.

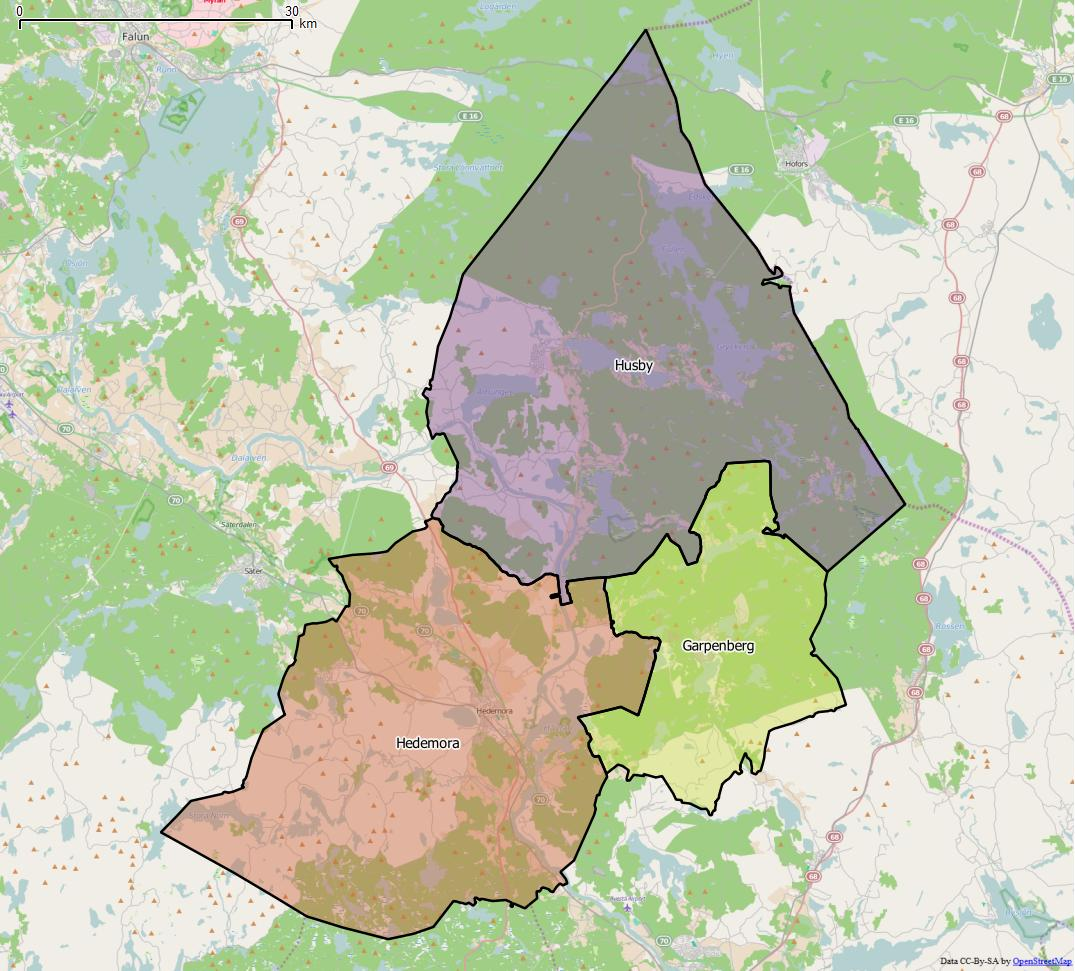
Distrikt (socknar) inom Hedemora kommun

Från 2016 indelas kommunen istället i tre distrikt, vilka motsvarar de tidigare socknarna: Garpenberg, Hedemora och Husby.

### Tätorter
Vid tätortsavgränsningen av Statistiska centralbyrån den 31 december 2015 fanns det fem tätorter i Hedemora kommun.
| Nr | Tätort        | Folkmängd |
| -- | ------------- | --------- |
| 1  | Hedemora      | 7 371     |
| 2  | Långshyttan   | 1 609     |
| 3  | Vikmanshyttan | 840       |
| 4  | Garpenberg    | 515       |
| 5  | Västerby      | 383       |

Centralorten är i fet stil.

## Styre och politik

### Styre
Den politiska majoriteten har skiftat fler gånger de senaste valen. Efter valet 2006 utgjordes den politiska majoriteten av socialdemokraterna, miljöpartiet och vänsterpartiet. Efter valet 2010 utökades den koalitionen med Långshyttepartiet men mitt i mandatperioden bildades en ny majoritet bestående av socialdemokraterna, vänsterpartiet och centerpartiet som därefter styrde kommunen. Efter valet 2022 bildades en ny majoritet i kommunfullmäktige bestående Socialdemokraterna, Moderaterna och Miljöpartiet. Det samarbetet avbröts i augusti 2024.  Därefter har majoriteten bestått av Moderaterna och Socialdemokraterna.

### Kommunfullmäktige

#### Presidium
| Presidium 2022–2026    | Presidium 2022–2026 | Presidium 2022–2026         |
| ---------------------- | ------------------- | --------------------------- |
| Ordförande             | M                   | Jan Bergqvist               |
| Förste vice ordförande | S                   | Ann-Marie Stenberg Carlsson |
| Andre vice ordförande  | M                   | Jonas Fafara                |

#### Mandatfördelning 1970–2022
| 2 | 20 | 11 | 4 |  | 3 |

| 33 | 8 |

| 2 | 20 | 12 | 3 |  | 3 |

| 32 | 9 |

|  | 20 | 12 | 3 |  | 4 |

| 30 | 11 |

| 2 | 20 | 10 | 3 |  | 5 |

| 31 | 10 |

| 2 | 20 | 2 | 8 | 2 |  | 6 |

| 26 | 15 |

| 2 | 20 | 2 | 7 | 4 | 6 |

| 28 | 13 |

| 3 | 18 | 3 | 7 | 4 |  | 5 |

| 28 | 13 |

| 3 | 17 | 2 | 7 | 3 | 2 | 7 |

| 26 | 15 |

| 4 | 19 | 2 | 7 | 2 |  | 6 |

| 25 | 16 |

| 6 | 16 | 2 | 7 |  | 3 | 6 |

| 25 | 16 |

| 4 | 15 | 2 |  | 2 | 7 | 2 | 3 | 5 |

| 22 | 19 |

| 3 | 17 | 2 |  |  | 8 |  | 2 | 6 |

| 21 | 20 |

| 2 | 14 | 2 | 3 | 3 | 8 |  |  | 7 |

| 23 | 18 |

| 3 | 13 | 2 | 4 | 4 | 7 |  | 7 |

| 25 | 16 |

| 2 | 12 |  | 5 | 6 | 6 |  |  | 7 |

| 21 |  | 18 |

| 2 | 9 |  | 4 | 6 | 4 |  | 8 |

| 19 | 16 |

### Nämnder

#### Kommunstyrelse
Kommunstyrelsen består av 11 ordinarie ledamöter. Dess ordförande och vice ordförande är kommunens två kommunalråd. Till stöd för sitt arbete har kommunstyrelsen två utskott: arbetsutskottet och strategiutskottet.
| Kommunalråd 2022–2026  | Kommunalråd 2022–2026 | Kommunalråd 2022–2026       |
| ---------------------- | --------------------- | --------------------------- |
| Ordförande             | M                     | Lennart Mångs               |
| Förste vice ordförande | S                     | Ann-Marie Stenberg Karlsson |

#### Lista över kommunstyrelsens ordförande
- Ingvar Damm, Socialdemokraterna, 2006–december 2008
- Ulf Hansson, Socialdemokraterna, maj 2009–31 december 2017[15]
- Ola Gilén, Socialdemokraterna, 1 januari 2018–17 juni 2019[16]
- Christina Lundgren, Centerpartiet, 18 juni 2019–31 oktober 2019[17]
- Stefan Norberg, Socialdemokraterna, 1 november 2019–18 april 2022[18][19]
- Göran Hoffman, Socialdemokraterna, 19 april 2022–31 december 2022
- Lennart Mångs, Moderaterna, 1 januari 2023–[20]

Denna lista hämtas från Wikidata. Informationen kan ändras där.

#### Övriga nämnder
Avser mandatperioden 2022–2026.
| Nämnd                              | Ordförande | Ordförande             | 1:e vice ordförande | 1:e vice ordförande | 2:e vice ordförande | 2:e vice ordförande |
| ---------------------------------- | ---------- | ---------------------- | ------------------- | ------------------- | ------------------- | ------------------- |
| Omsorgsnämnden                     | S          | Kajsa-Lena Fagerström  | M                   | Britt-Inger Remning | C                   | Anette Granegärd    |
| Bildningsnämnden                   | s          | Agneta Andreasson-Bäck | M                   | Melker Andersson    | KL                  | Joanna Gahnold      |
| Miljö- och samhällsbyggnadsnämnden | M          | Torbjörn Dahlström     | S                   | Anki Rooslien       | C                   | Leif Hedlund        |
| Valnämnden                         | S          | Henrik Selin           | M                   | Solbrith Stening    | C                   | Gertrud Hjelte      |

### Vänorter
Hedemora hade 2024 fyra vänorter.
Kommunen har haft ett utbyte med Bauska i  Lettland sedan 1992. Utbyte sker främst mellan skolor i områdena. År 1999 tecknades ett vänortsavtal med Ishozi-Ishunju-Gera i  Tanzania. Vänortsavtal med Follonica i Italien skrevs 2005. Även inom dessa vänortssamarbeten bedrivs utbyte främst mellan skolor. År 2015 skrevs även ett vänortsavtal med Khashuri i Georgien.
Tidigare har Hedemora kommun haft vänortssamarbeten med Nord-Fron i Norge och Veckelax i Finland. Vecklar upphörde som kommun 2003 då den uppgick i Fredrikshamn.

## Ekonomi och infrastruktur

### Näringsliv

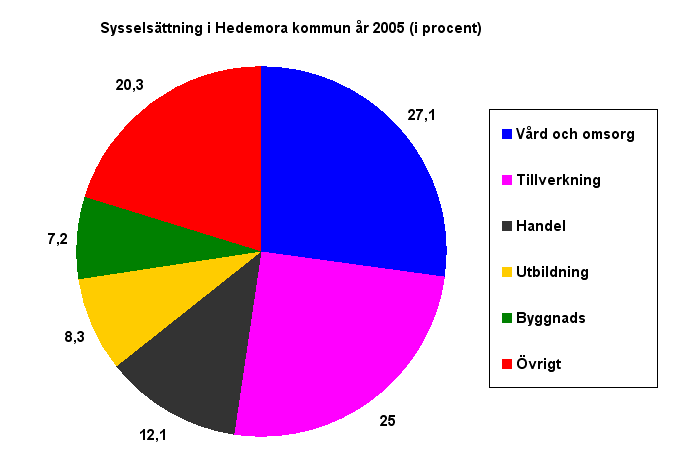
Sysselsättningen i kommunen år 2005, i procent

I Hedemora kommun finns cirka 1500 företag och näringslivet domineras av ett stort antal småföretag, många med mindre än 10 anställda. De största privata arbetsgivarna var år 2005 Bolidens gruva i Garpenberg med 325 anställda, Outokumpu i Långshyttan och Kloster med 255 anställda, Erasteel Kloster i Långshyttan och Vikmanshyttan med 215 anställda och Grådö  mejeri med 140 anställda. Efter år 2015 stängde Outokumpu sin verksamhet i Långshyttan; Setra tog över Outokumpus gamla lokaler och installerade en modern, produktionslinje för korslimmat trä(komponenter för dörrar och fönster). CTEK, som är en avknoppning från Creator i Vikmanshyttan, har växt till en internationell koncern.

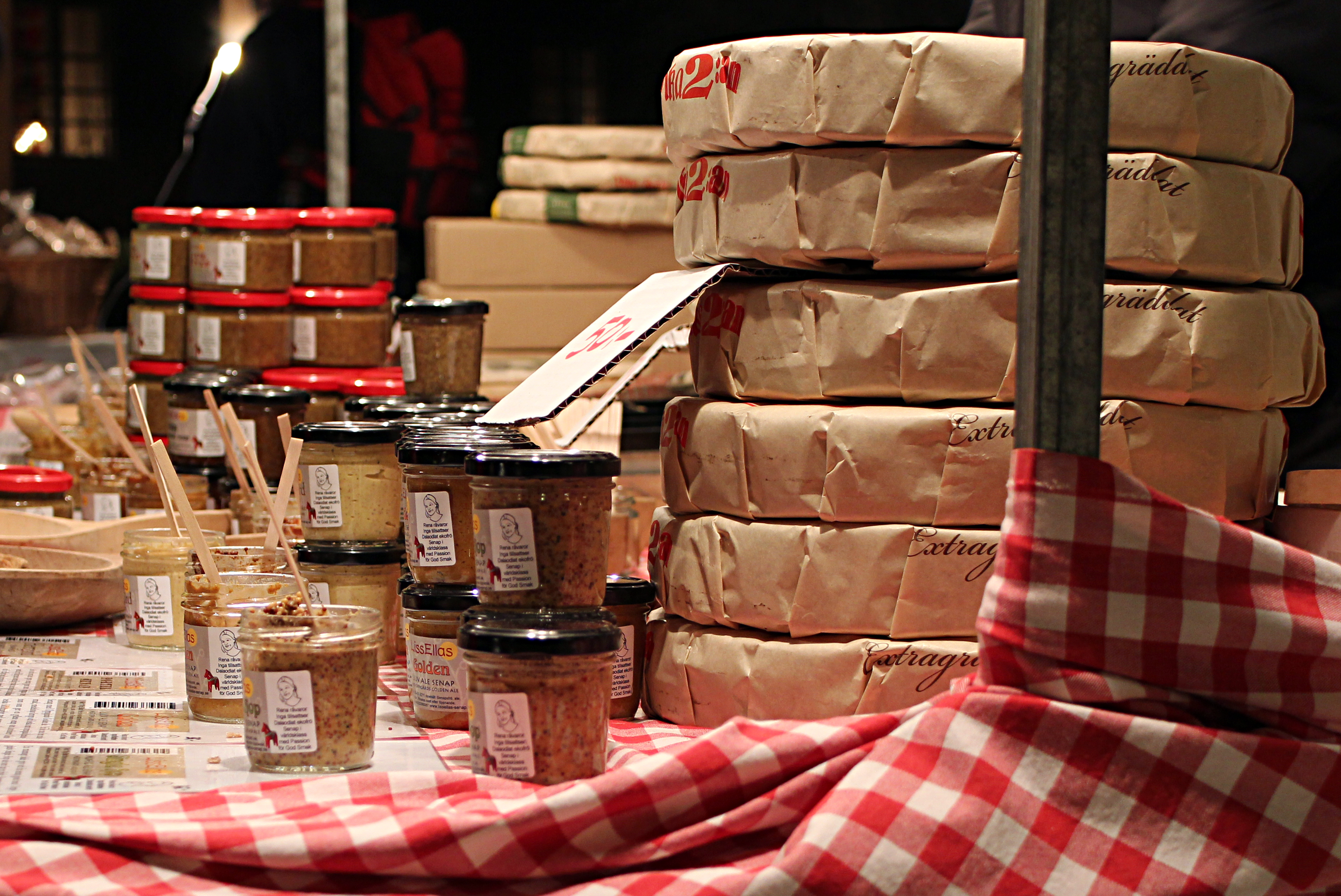
Liss-Ellas senap t.v.

I kommunen finns ett flertal prisbelönta livsmedelsproducenter. Oppigårds bryggeri ligger i Ingvallsbenning och har fått flera medaljer på Stockholm beer and whisky festival. Liss-Ellas senap från Garpenberg har tagit såväl guld- som silvermedaljer i världsmästerskapen för senap, World Wide Mustard Competition, senast 2009. På SM i mathantverk 2009 vann Familjen Laby från Hedemora/Nås chokladpralinklassen med sin pralin gjord på bland annat honung från egna biodlingar och Oppigårds Golden Ale.

### Infrastruktur

#### Transporter
Riksväg 70 mellan Enköping och Flötningen vid norska gränsen passerar genom kommunen i sydost-nordvästlig riktning. I centralorten korsar den riksväg 69 som går till  Falun i nordväst och till Norberg i sydost. Norrut mot Långshyttan och Hofors går länsväg 270.
Huvudorten Hedemora ligger på Dalabanan, och trafikeras av SJ och Tåg i Bergslagen mellan Stockholm/Uppsala och Borlänge–Falun/Mora.
Mellan åren 1891 och 1964 gick Byvalla-Långshyttans Järnväg från Långshyttan, via Stjärnsund och Västerby in i Byvalla i Avesta kommun.

#### Utbildning
I kommunen finns den kommunala gymnasieskolan Martin Koch-gymnasiet. Vidare finns även Dormsjöskolan som hör samman med ett Hem för vård eller boende  för pojkar i åldern 7 till 23 år. Skolan är även öppen för de som inte bor på boendet. Den riktar sig till barn och ungdomar med neuropsykiatriska funktionsnedsättningar och psykosociala svårigheter.

## Befolkning

### Demografi

#### Befolkningsutveckling
| Befolkningsutvecklingen i Hedemora kommun 1970–2020                                                             | Befolkningsutvecklingen i Hedemora kommun 1970–2020 | Befolkningsutvecklingen i Hedemora kommun 1970–2020 | Befolkningsutvecklingen i Hedemora kommun 1970–2020 | Befolkningsutvecklingen i Hedemora kommun 1970–2020 |
| --- | --------------------------------------------------- | --------------------------------------------------- | --------------------------------------------------- | --------------------------------------------------- |
| |                                                     |                                                     |                                                     |                                                     |
| År |                                                     |                                                     | Folkmängd                                           |                                                     |
| 1970 | 1970                                                |                                                     | 16 836                                              |                                                     |
| 1975 | 1975                                                |                                                     | 16 736                                              |                                                     |
| 1980 | 1980                                                |                                                     | 17 063                                              |                                                     |
| 1985 | 1985                                                |                                                     | 16 894                                              |                                                     |
| 1990 | 1990                                                |                                                     | 16 855                                              |                                                     |
| 1995 | 1995                                                |                                                     | 16 879                                              |                                                     |
| 2000 | 2000                                                |                                                     | 15 857                                              |                                                     |
| 2005 | 2005                                                |                                                     | 15 494                                              |                                                     |
| 2010 | 2010                                                |                                                     | 15 164                                              |                                                     |
| 2015 | 2015                                                |                                                     | 15 235                                              |                                                     |
| 2020 | 2020                                                |                                                     | 15 462                                              |                                                     |
| Anm: Uppgifterna avser förhållandena den 31 december enligt den kommunala indelningen den 1 januari året efter. |                                                     |                                                     |                                                     |                                                     |

## Kultur

### Museum
Husbyringen är Sveriges första ekomuseum och passerar såväl Christoffer Polhems verkstadsområde som Kloster, där Gustaf de Laval var verksam.

### Konstarter

#### Arkitektur

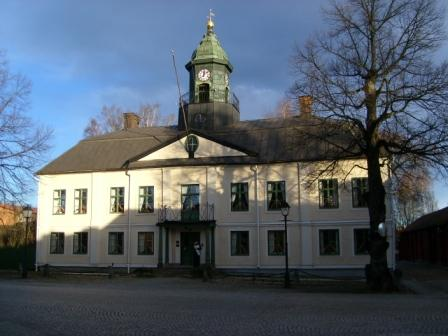
Hedemora rådhus, 2007

Hedemoras byggnader har ett kulturhistoriskt värde och är ett populärt mål för många turister, särskilt Teaterladan. Se även Hedemoras kulturliv.

### Kulturarv
Runt Hedemora har man hittat ett 40-tal trindyxor, varav 10 vid Strandgården intill Dalälven och resten på slättlandskapet runt staden. Detta är ett ganska lågt antal om man jämför med Folkarebygden och Västerfärnebo socken i sydöst. Dessa låg vid denna tid vid en havsvik och Hedemora låg längre inåt landet. Yxorna är daterade till 3000-talet f.Kr. och man har även hittat en paddel från samma tidsepok i Åkermyran, mellan Västerby och Österby.
Runt Hedemora finns 13 gravplatser från järnåldern som främst är koncentrerade till två områden vid Dalälven och mot Västerby. Totalt rör det sig om cirka 45 gravar. Två gravar från yngre järnåldern ligger på Hundkullen, nordväst om Hedemora stad. De är dock plundrade. 
Vid nuvarande Motorstadion fanns ytterligare två gravar. Den ena av dessa, en hög, undersöktes av Inga Serning 1959. Hon fann då en stenkista med brända ben och en järnnål. Den andra, en stensättning, undersöktes och bortfördes av Åke Hyenstrand 1963. I denna fanns brända ben, en järnklump och keramikskärvor från yngre järnåldern. Keramiken är den första järnålderskeramik som påträffats i Dalarna.
Slagghögar från 500-700-talet tyder på en primitiv järnframställning i området.
I Hedemora kommun finns sex stycken gravhögsområden från järnåldern.
- Anundshögen, nordväst om Husby: En av Dalarnas största ättehögar, troligen anlagd under yngre järnåldern. Enligt sägnen ligger konung Bröt-Anund här, men det finns inga bevis för det. Vid en utgrävning 1929 fann man endast järnbeslag och spikar. Graven har varit större, men har utsatts för plundring och skadegörelse.
- Gräsuddeberget i Sörbo, mellan Hedemora och Garpenberg: Två stenrösen, troligen från äldre järnåldern.
- Hjulbacka, nordväst om Västerby: Sju gravar från folkvandringstiden. Vid en utgrävning på 1930-talet hittades bland annat ett bronsspänne, några knappar och en nål.
- Hundkullen, nordväst om Hedemora stad: Två gravar från yngre järnåldern på en grus- och sandkulle. Plundrade.
- Kapellbäcken, norr om Västerby: Cirka 15 gravhögar och runda stensättningar gör området till kommunens största gravfält. Gravfältet är inte undersökt, men i Ingeborgsmyren en liten bit bort har man funnit ett vallhorn, daterat till 900-talet, samt ett vallspö, troligen från samma tid.
- Solängsberget, i Örängarna, nordöst om Hedemora på vägen till Husby: En stensättning och fem rösen från olika delar av järnåldern. Vid en undersökning år 1933 fann man inga föremål.

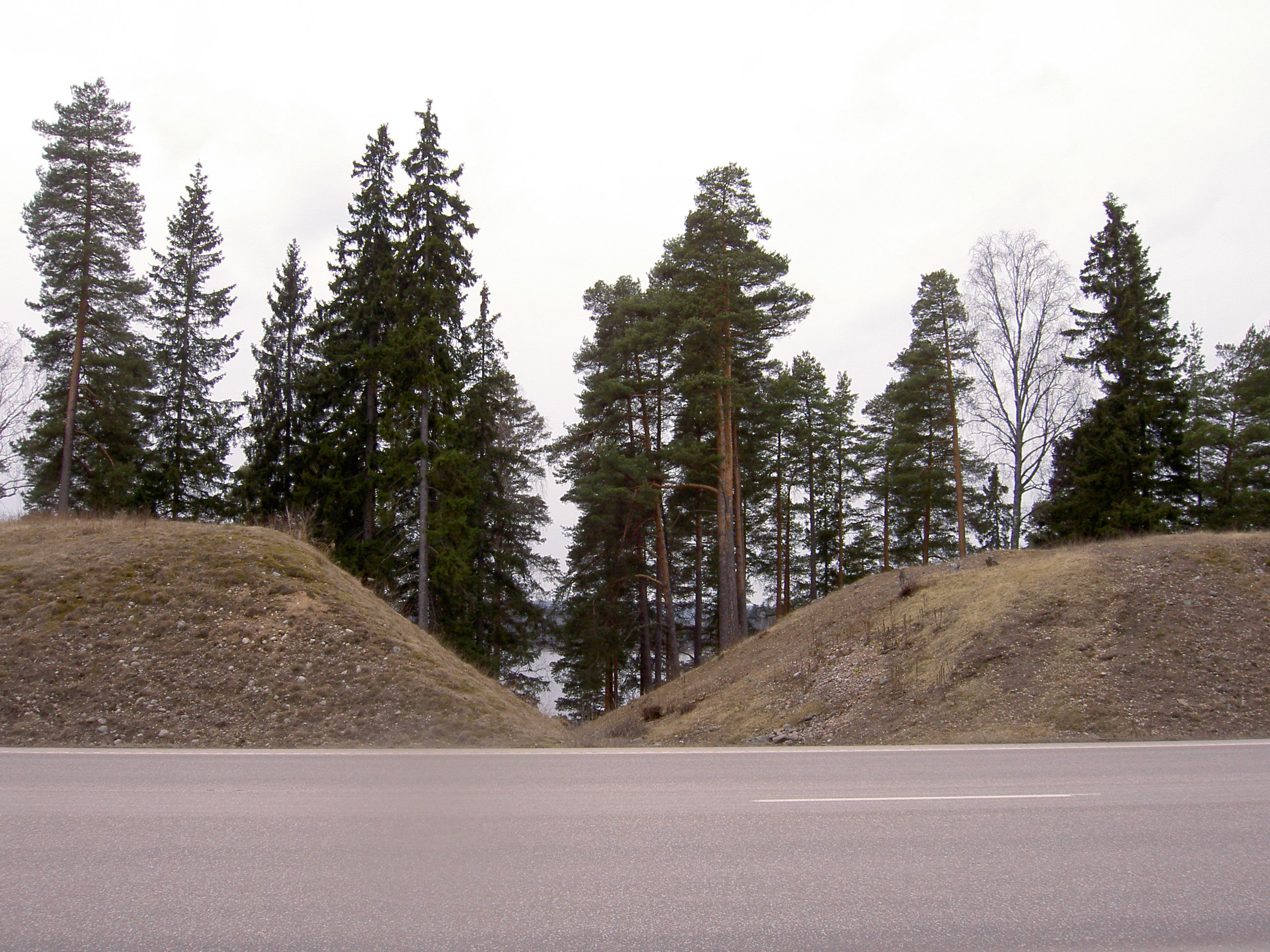
Rester av Grådö skans

Hedemora ligger där Dalälven och Badelundaåsen, två historiskt viktiga vägar mot övre Dalarna, möts. Under medeltiden fanns därför minst en, möjligen två, fogdegårdar i Grådö, benämnda Grådö skans och Borgaholm. Dessa brann ner på 1400-talet och ersattes med Borganäs några mil uppströms, vid Tunaforsarna i Borlänge.
Runt Hedemora finns flera malmfyndigheter, som bröts i olika stor skala. De viktigaste fanns i Norberg, Bispberg och Vikaberg (nuvarande Olshytteberget). Senare kom gruvorna i Garpenberg att spela stor roll, där man förutom järn utvann koppar och senare andra mineral. Av gruvorna i Dalarna är det nu bara Bolidens sulfidmalmgruva i Garpenberg som fortfarande är i drift. Malmbrytningen gav upphov till flera småindustrier inom järnhanteringen i trakten, däribland Larsbo-Norn och Dormsjö bruk. På en karta kan man se att många småorter slutar på -hyttan. I Vikmanshyttan och Långshyttan är stålhantering fortfarande viktig (Erasteel Kloster).
Norns bruk, Vikmanshyttans bruk, Bengtsgården, Garpbacken och de gamla gruvorna i Garpenberg och Intrånget ger en liten inblick i järnets betydelse för regionen.
Det faktum att många människor och varor passerade Hedemora gav upphov till en marknadsplats med marknaderna Pålsmässomarknaden och Hedemora marknad, som senare utvecklades till fast bebyggelse.

### Kommunvapen
Blasonering: I fält av silver en grön gran.  
Vapenbilden går tillbaka ett sigill från 1589. Det fastställdes 1943. Efter kommunbildningen registrerades vapnet i PRV år 1974. De övriga ingående enheterna hade också vapen, vars giltighet upphörde. 
På kommungränsskyltarna finns idag två grafiska varianter av kommunvapnet. På de gamla skyltarna, som kommunerna själva fick ansvar för att framställa, finns en smal gran (till exempel om man kommer på länsväg 266 från Falun), vilken är samma gran som bland annat används i kommunens utskick, officiella dokument och hemsida. På de nyuppsatta skyltarna, som bland annat finns på riksväg 70, mot både Avesta och Säter, ser man en bredare gran. Detta beror på att det numera är Vägverket som har ansvar för att sätta upp skyltarna och de får sina uppgifter från riksheraldikern.

Garpenbergs landskommun (1946–1951)
Hedemora landskommun (1944–1966)
Husby landskommun (1944–1966)